# Anita Raja
Anita Raja, née en 1953 à Naples (Italie), est une traductrice et romancière italienne.

## Jeunesse, famille et éducation
Anita Raja est née à Naples, de Renato Raja et Golda Frieda Petzenbaum, une juive polonaise née à Worms, en Allemagne. La famille de Golda Petzenbaum a fui l'Allemagne en 1937 et s'est installée en Italie.
Anita Raja a grandi à Rome.

## Carrière
Anita Raja a traduit de nombreuses œuvres littéraires de l'allemand vers l'italien. Parmi les auteurs de ces œuvres figurent Christa Wolf, Franz Kafka, les Frères Grimm, Hermann Hesse, Bertolt Brecht, Ilse Aichinger, Irmtraud Morgner, Sarah Kirsch, Christoph Hein, Hans Magnus Enzensberger et Veit Heinichen.
Elle a écrit des articles sur les littératures italienne et allemande ainsi que sur les questions touchant à la traduction. En 2008, elle a reçu un prix récompensant la traduction entre allemand et italien.
En 2016, le journaliste italien Claudio Gatti (it) a dévoilé le résultat d'une enquête tendant à identifier l'auteur se cachant sous le pseudonyme d'Elena Ferrante. Sur la base de la concordance entre des investissements immobiliers effectués par Anita Raja, l'augmentation de sa rémunération par son éditeur et les premiers succès des œuvres de Ferrante, il a conclu que Raja et Ferrante étaient une même personne. Cette enquête a suscité des critiques, notamment de la part de l'éditeur de Ferrante, mais ses conclusions n'ont pas été démenties,.
Jusqu'alors, l'hypothèse la plus souvent évoquée était celle du mari d'Anita Raja, l'écrivain et journaliste italien Domenico Starnone. Elle n'est pas complètement exclue, une autre hypothèse étant celle d'une écriture à quatre mains associant mari et femme.

### Traductions notables
- Il processo de Franz Kafka (Milano, Feltrinelli, 1995),
- I morti del Carso de Veit Heinichen (Roma, E/O, 2003),
- I musicanti di Brema des Frères  Grimm (Roma, Orecchio acerbo, 2012),
- Ballata di chi approva questo mondo de Bertolt Brecht (Roma, Orecchio acerbo, 2016),
- Morte di Danton de Georg Büchner (Torino, Einaudi, 2016).